# La flecha negra
La flecha negra es una novela histórica escrita por Robert Louis Stevenson en 1888. Su título original en inglés es The Black Arrow: A Tale of the Two Roses (La flecha negra: un relato de las dos rosas). Su primera publicación fue en formato de folleto y con el pseudónimo de capitán George North.   

## Argumento
La historia transcurre durante la Guerra de las Dos Rosas, guerra civil en la que se enfrentaron la Casa de Lancaster y la Casa de York por el trono de Inglaterra. Richard Dick Shelton es el protagonista; la novela cuenta cómo llega a convertirse en caballero, rescata a Joanna Sedley y obtiene justicia por la muerte de su padre. Unos forajidos del bosque de Tunstall organizados por Ellis Duckworth causan sospechas a Richard sobre la participación de su tutor Sir Daniel Brackley en el asesinato de su padre. Esta desconfianza hacia su tutor lo lleva a ponerse contra él.

## Resumen
La novela comienza en Tunstall; Richard "Dick" Shelton y Bennet Hatch tratan de reclutar al arquero Appleyard. De pronto, una flecha surge del bosque y mata al veterano soldado; en el proyectil se lee:

Tenía en el cinto cuatro flechas negras por las cuatro penas que he soportado
y para los cuatro hombres malvados que nos tiranizan y nos atropellan
Una dio en el blanco, una ya acertó pues al viejo Appleyard muerto lo dejó.
Otra, Master Hatch, para vos,
no miento por quemar Grimstone hasta los cimientos.
A Oliver Oates otra irá a parar que a Sir Harry Shelton mandó degollar.
Y para Sir Daniel la cuarta será y todos dirán que bien hecho está.
Cada cual tendrá lo que ha merecido una flecha negra por cada maldad y ahora caed de rodillas, rezad
¡porque ya estáis muertos, vosotros, bandidos!.

Robert Louis Stevenson, La flecha negra

Tras leer el mensaje, firmado por John Amend-All, Dick y Bennet deciden ir a reunirse con Sir Daniel en la aldea de Tunstall; allí se encuentra él con un prisionero. Dick, al llegar, conversa con Sir Daniel sobre el asesinato de su padre y el misterioso mensaje. El prisionero le pregunta a Dick cómo llegar a Hollywood, él le indica y el cautivo escapa.  
Sir Daniel le encomienda a Dick que vaya a su cuartel general, la Casa de la Mota, para reunirse con el resto de sus hombres. Dick parte y cruza por el pantano; en ese lugar encuentra el caballo del prisionero hundido en el fango, por lo que lo sacrifica para que deje de sufrir; el cautivo, que se presenta bajo el nombre de John Matcham,  se le une en su viaje; Dick le cede su caballo.
Llegan hasta el embarcadero del río Till, por donde cruzan en una barca conducida por el barquero Hugh; ésta es atacada por los hombres de John Amend-All. Dick y Matcham logran llegar a la orilla opuesta nadando después de que la barca vuelca al encabritarse el caballo de Dick, que perece ahogado. Hugh logra salvarse y volver a su choza con la barca.  
En el bosque, llegan hasta unas ruinas que sirven de refugio a los hombres del grupo de forajidos conocidos como la Flecha Negra, comandados por John Amend-All. Los bandidos emboscan a un grupo de soldados dirigidos por Selden, un subordinado de Sir Daniel. Estos son masacrados. Uno de los forajidos trata de capturar a Dick, reconociéndolo como hijo de Harry Shelton. Dick lo mata y escapa junto con Matcham hasta llegar a un claro apartado.  
Allí pasan la noche y continúan el viaje hacia Hollywood, lugar en donde reside Matcham; Dick prometió llevarlo allí. Pero en el camino, ven a un encapuchado que lleva una campanita, lo que indica que es un leproso. Lo siguen hasta que el misterioso encapuchado los sorprende, revelando que es Sir Daniel.
Los muchachos son conducidos a la Casa de la Mota, en donde son separados. Allí Dick trata de averiguar sobre el asesinato de su padre y solo llega a la conclusión de que Sir Daniel y el párroco Oliver tuvieron una importante participación en el mismo. Sir Daniel decide deshacerse del chico, llevándolo a un nuevo dormitorio sobre la capilla del castillo; se rumorea que está poblada por duendes. Dick se queda en la habitación pensando cuando escucha golpes en la puerta, la abre y se encuentra con Matcham.   
Los dos jóvenes oyen que por debajo del suelo de la habitación hay alguien caminado, apagan la luz que ilumina el aposento y se esconden. Observan que desde el suelo se levanta una puerta trampa de la que sale un hombre, con la intención de asesinar a Dick pero desiste al escuchar unos ruidos en el patio interno del castillo.
Los hombres de Daniel buscan a una muchacha llamada Joanna Sedley; Dick descubre que Matcham no es un hombre si no la chica que están buscando. Joanna le cuenta que Sir Daniel le secuestro y le vistió con ropas de hombre y quería casarla con Dick para poseer su fortuna. Dick le declara su amor y Joanna también; pero viendo que se encuentran en peligro escapan por el pasaje secreto que usó el asesino.  
Dick consigue escapar pero Joanna no; por lo que decide unirse con los de la Flecha Negra para vengarse de Sir Daniel y rescatar a su amada.
Sir Daniel lleva a Joanna a una casa en Shoreby on the Till debido a que planea casarla con lord Shoreby. Dick y sus amigos de la flecha negra atacan a unos hombres que están cerca de la residencia  pero descubren tarde que son servidores de lord Foxham, el tutor de Joanna. Las dos fuerzas se alían y acuerdan atacar la casa y salvar a la cautiva.
Pero Sir Daniel refuerza la guardia en la mansión por lo que al verse frustrado el atraco por tierra deciden hacerlo por mar. Lawless consigue emborrachar al Capitán Arblaster y a su ayudante Tom; los dejan en el establo de una taberna y abordan su barco el Buena Esperanza.
Al aproximarse a la casa (cercana al mar) y desembarcar, son atados por los esbirros de Sir Daniel; que consiguen matar a gran cantidad de hombres y herir a Foxham. Todos regresan al Buena Esperanza y escapan hacia alta mar; luego regresan a la costa en donde son atacados por algunos aldeanos que los confunden con piratas franceses. 

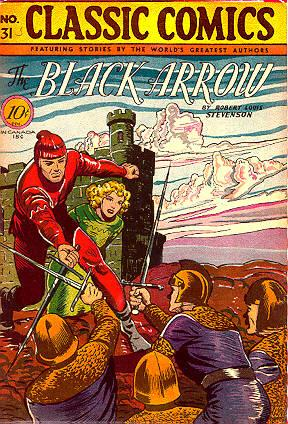
Portada de Classic Comics.

Encallan y cuando la marea baja, salen del barco. Los sirvientes de Foxham se llevan a su señor a la ciudad. Entre tanto, Dick es conducido por Lawless a un escondite secreto en el bosque; una cueva al pie de un árbol.
En la madriguera se disfrazan como frailes y parten al castillo cercano al mar, en donde se celebra una fiesta en honor al matrimonio entre Joanna y Lord Shoreby. Dick mata a un espía de Shoreby y le sustrae una carta en donde Sir Daniel le ofrece a lord Wesleydale (un yorkista) todas las posesiones de su aliado Lord Risingham (un lancasterista al igual que Sir Daniel). También gracias a la ayuda de una joven sirvienta consigue reunirse con Joanna.
Al día siguiente, al celebrarse el casamiento, Lord Shoreby es asesinado por los hombres de la Flecha Negra; Sir Oliver (el párroco) reconoce a Lawless y a Dick entre los presentes y los toman prisioneros. Risingham convencido por Dick, se los lleva a su casa para juzgarlos (para enojo de Sir Daniel); allí Dick consigue advertirle de la traición de Sir Daniel por lo que en venganza hacia él los deja ir.
En el camino se encuentra con el capitán Arblaster, su perrito, su ayudante Tom y un hombre llamado Pierret. Los primeros se quejan de la pérdida de su barco, el Buena Esperanza. El capitán le pide limosna a Dick y a Lawless, Lawless se echa a correr dejando a Dick atrás habiendo sido atrapado por el capitán, Arblaster le reconoce por lo que le da una paliza. Dick consigue convencerlos de tener un gran tesoro y los invita a una taberna, donde los emborracha y escapa.
Al día siguiente se reúne con Ricardo III, y ambos preparan un ejército para atacar Shoreby. Una vez listo, atacan y obtienen una victoria sobre las fuerzas de la casa Lancaster. Dick busca por toda la ciudad a Joanna, sin éxito; en su camino se encuentra con Arblaster (que están a punto de colgar) y le salva la vida. Pero éste le dice que no está contento porque su amigo Tom fue asesinado por unos soldados, y si tuviera el barco que Dick le robó estaría a salvo. Luego se marcha tristemente acompañado por su perro.
Dick reúne unos cuantos hombres y parte a buscar a Sir Daniel para rescatar a Joanna, en el camino se encuentra con, Alicia Risingham la criada de Joanna que le ayudó cuando estaba disfrazado de monje. La coloca en un caballo y ella pregunta por su tío, Lord Risingham, pero Dick le responde que no sabe nada de él. Como el rastro de Sir Daniel se pierde deciden acampar en el bosque.
Después encuentra a Bennet Hatch, Joanna y otros hombres, con los que combaten cayendo en una trampa urdida por Sir Daniel; Hatch muere en la lucha. Joanna, Alicia y Dick escapan para reunirse con Ricardo III y sus hombres. Al día siguiente se realiza la boda entre Joanna y Dick; mientras Alicia se compromete con Hamley, antiguo prometido de Joanna.
Antes del casamiento, Dick se encuentra en las cercanías con Sir Daniel, que es muerto por una flecha negra de Ellis Duckworth. Joanna y Dick se van a vivir a la Casa de la Mota. Lawless se convierte en fraile franciscano y el Capitán Arblaster se retira con una buena pensión en la aldea de Tunstall, llorando a su ayudante Tom por el resto de su vida.